# Livland
Livland, veraltet auch Liefland und Eifland (livisch Līvõmō, estnisch Liivimaa, litauisch Livonija, russisch Ливония Liwonija, polnisch Inflanty, lateinisch Livonia), ist der Name einer historischen Landschaft im Baltikum. Er leitet sich vom Namen des finno-ugrischen mit den Esten und Finnen verwandten Volkes der Liven her.

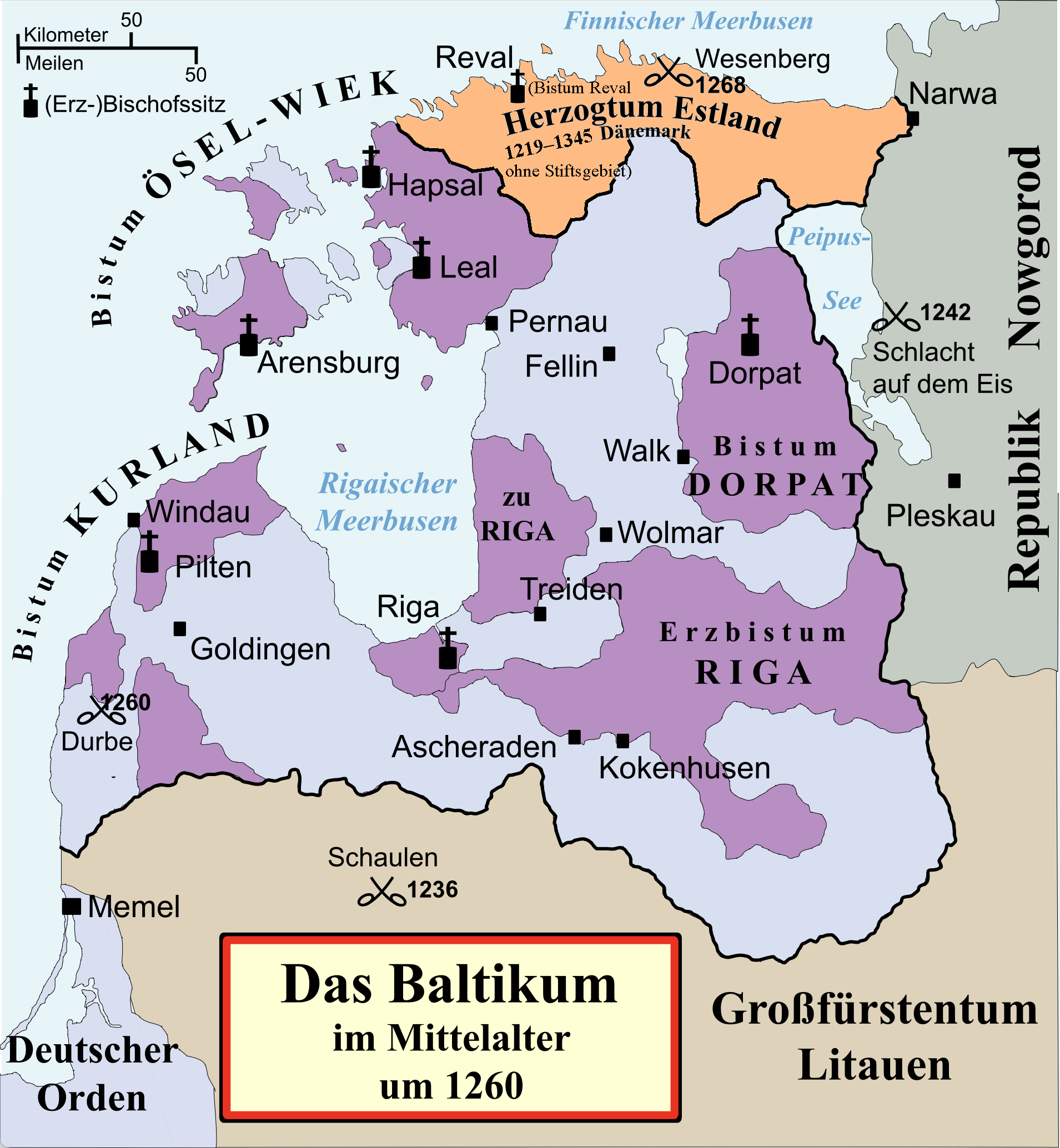
Die Livländische Konföderation, 1260

Livland im weiteren Sinne umfasste die Territorien der einstigen Livländischen Konföderation im Meistertum Livland des Deutschordensstaates und somit das gesamte Gebiet des heutigen Staates Estland und den größten Teil des heutigen Staates Lettland (ohne Lettgallen).
Livland in einem engeren Sinne umfasste den Landstrich am östlichen Ufer des Rigaer Meerbusens nördlich von Riga bis zum Peipussee, der den Territorien der lettischen Region Vidzeme und der Südhälfte Estlands entspricht und sich somit mit dem historischen Siedlungsgebiet der Liven (abzüglich eines kleinen Gebietes in Kurland am nördlichen Westufer des Rigaer Meerbusens) deckt.
Heute wird oft nur noch Vidzeme mit Livland gleichgesetzt.
Letzte Angehörige der namensgebenden Liven lebten Anfang des 20. Jahrhunderts am nördlichen Westufer des Rigaer Meerbusens (in Teilen Kurlands). Sie sind heutzutage fast völlig im Lettentum aufgegangen. Die livische Sprache starb mit dem Tod des letzten Muttersprachlers 2013 aus.

## Geschichte

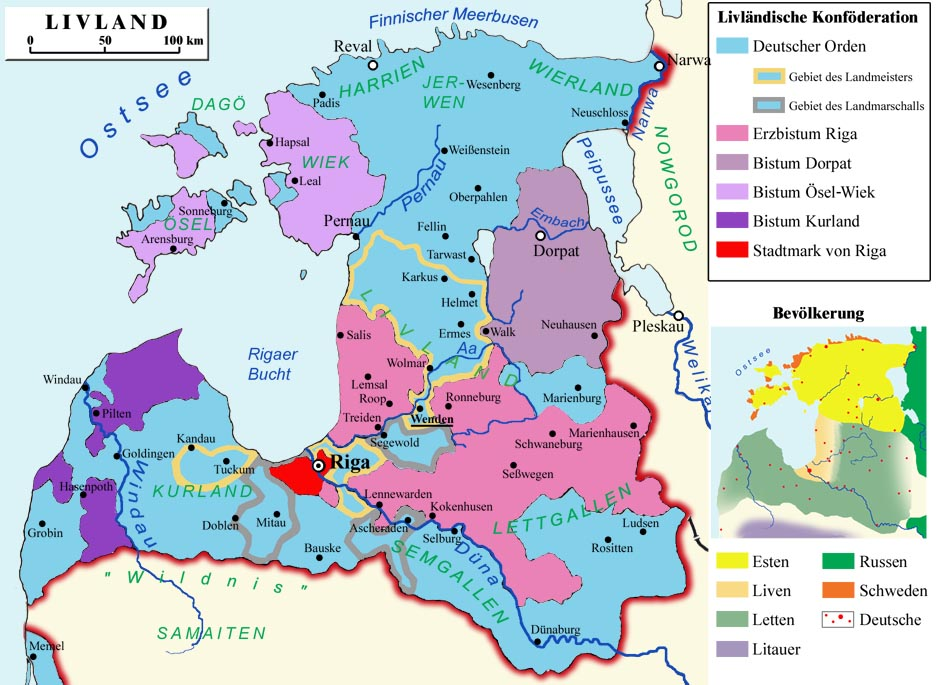
Das Meistertum Livland des Deutschen Ordens (1237–1561)

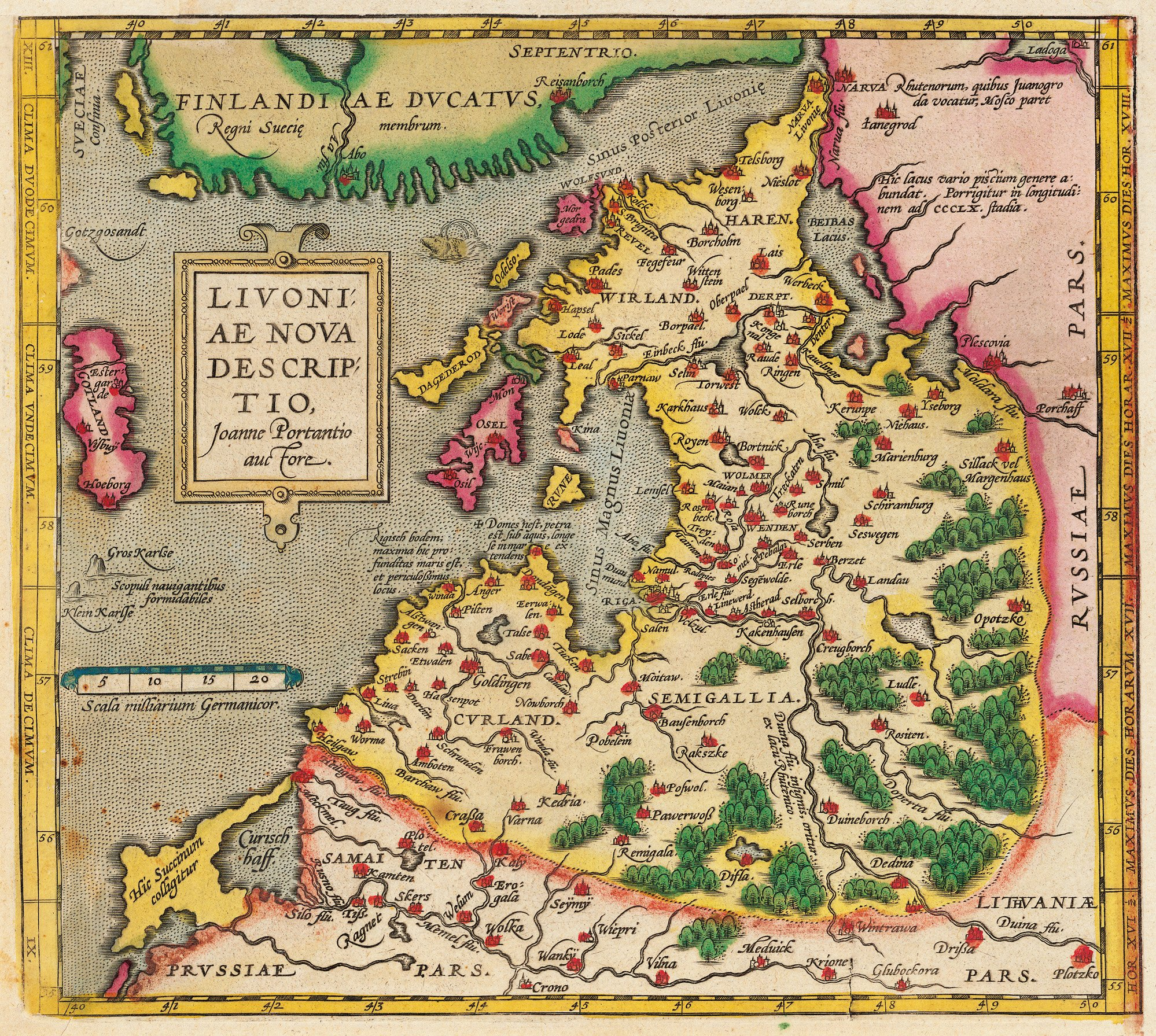
Karte Livlands von Joannes Portantius, 1573

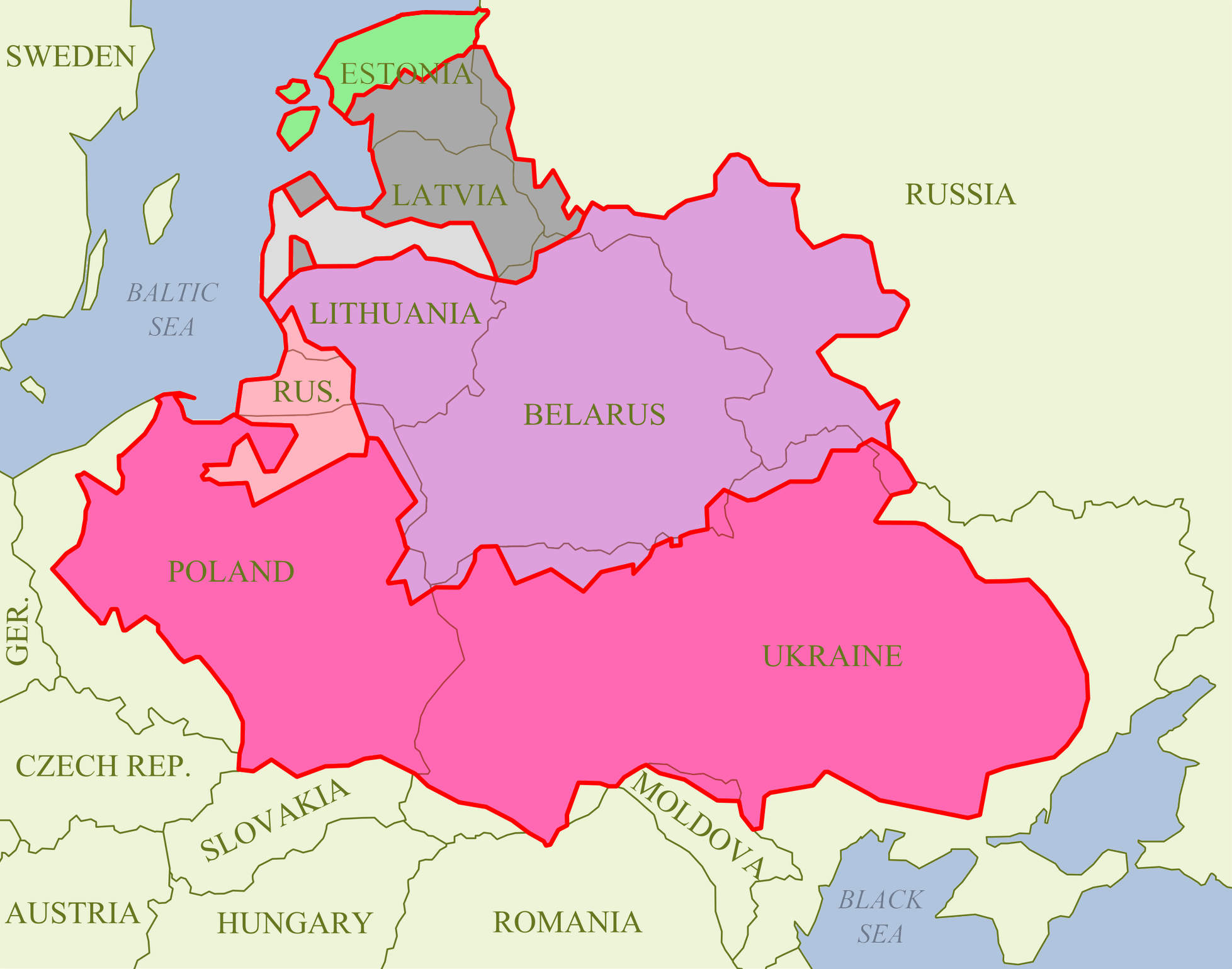
Polen-Litauen (1618) mit heutigen Grenzen
Königreich Polen
Preußen, Polnisches Lehen
Großherzogtum Litauen
Herzogtum Kurland, gemeinsames Lehen
Herzogtum Livland
Schwedisches und Dänisches Livland

### Vorgeschichte
Erste Ansiedlungen auf dem Gebiet der heutigen baltischen Staaten Litauen, Lettland und Estland gehen vermutlich auf die Zeit des ersten vorchristlichen Jahrhunderts zurück. Neben den baltischen Stämmen der Kuren, Semgallen, Selonen, Lettgallen und weiterer siedelten an deren Stammesgebiete grenzend die finno-ugrischen Liven. Ihr Siedlungsgebiet umfasste um 1200 u. Z. die Dünamündung um das heutige Riga und erstreckte sich entlang der Ostseeküste in nördlicher und westlicher Richtung. Das besiedelte Gebiet reichte bis in den Süden des heutigen Estlands. Die Bevölkerungszahl der livischen Stämme wird für diese Zeit auf 20.000 geschätzt.

### Mittelalter und Frühe Neuzeit

#### Deutsche Herrschaft
Im Spätmittelalter wurde mit Livland (damals auch Eifland) das gesamte Territorium des Schwertbrüderordens bezeichnet, also das heutige Lettland und Estland (zunächst ohne den dänischen Teil im Norden Estlands). Das Gebiet wurde im 13. Jahrhundert vom Schwertbrüderorden unter Führung des aus Bremen stammenden Bischofs von Riga, Albert I. von Buxhöveden, unterworfen. Der Schwertbrüderorden ging 1237 als Livländischer Orden im Deutschen Orden auf. Anders als in Preußen konnte sich der Deutsche Orden in Livland – selbst nach der Schlacht bei Tannenberg (1410) – als der führende Landesherr Livlands halten. Diesen Erfolg verdankte der Orden den Landmeistern Johann Freytag von Loringhoven (1483–1494) und Wolter von Plettenberg (1494–1535). Unter Plettenberg, der als Landmeister selbst katholisch blieb, setzte sich in Livland nach 1524 die Reformation durch, ohne dass es zu Gewalt zwischen Katholiken und Protestanten kam. Nach dem Untergang Altlivlands 1561 (siehe unten) sollte sich zeigen, dass der Protestantismus zum entscheidenden Bindeglied zwischen Deutschen, Esten und Letten Altlivlands geworden war. Protestantische Pastoren trugen dazu bei, dass es insbesondere in religiöser und kultureller Hinsicht zu einer Annäherung zwischen den Völkern kam.

#### Polnische, dänische und schwedische Herrschaft
Auf dem Augsburger Reichstag von 1530 wurde Livland – ohne praktische Konsequenzen – zum Bestandteil des Heiligen Römischen Reiches erklärt. 1558 begann mit dem Einmarsch russischer Truppen der Livländische Krieg; einige Landesteile blieben bis 1582 russisch besetzt. Um sich gegen die russische Bedrohung abzusichern, unterstellten sich Kurland und Livland, vertreten durch ihre Ritterschaften, 1561 der Oberhoheit Polens: Aus Kurland wurde – unter polnischer Lehnshoheit – das weltliche Herzogtum Kurland und Semgallen unter dem letzten Landmeister des Deutschen Ordens in Livland, Gotthard Kettler, während andere Gebiete des alten Livlands Litauen angeschlossen wurden. Estland und die Insel Ösel (Saaremaa) unterstellten sich, ebenfalls um Schutz zu suchen und ebenfalls durch ihre Ritterschaften vertreten, dänischer bzw. schwedischer Oberhoheit. Durch diese Aufteilung auf unterschiedliche Herrschaftsgebiete verengte sich die Bedeutung des alten Landesnamens Livland auf die Gebiete nördlich der Düna und südwestlich des Peipussees.
1629 kam der größte Teil Livlands durch Eroberungen Gustav II. Adolfs als Provinz Schwedisch-Livland zu Schweden; nur die Gegend um Dünaburg (Daugavpils) blieb – ebenso wie Kurland – polnisch und wurde von da an Polnisch-Livland genannt.

### Russische Ostseeprovinz 1721–1919

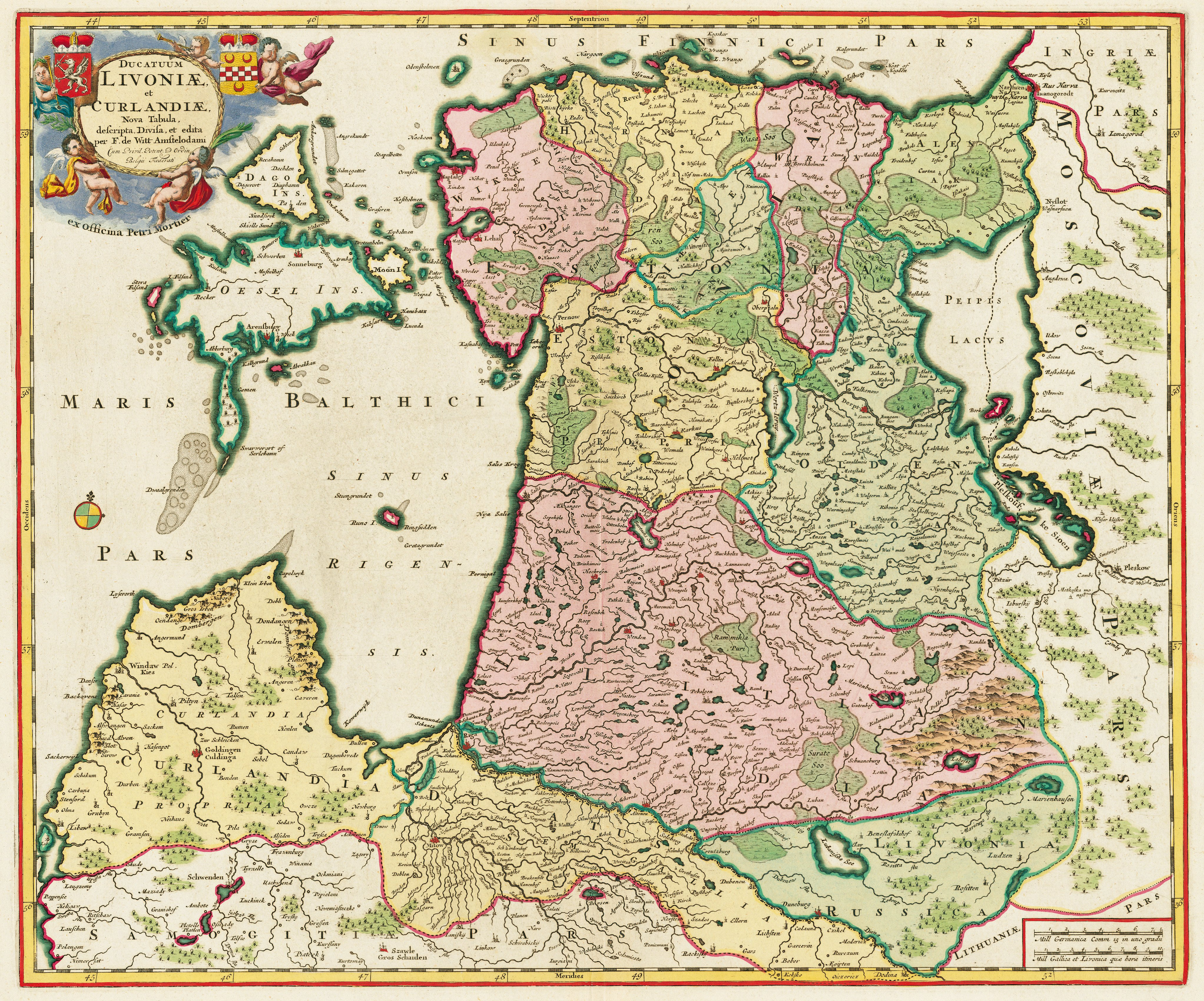
Karte des Baltikum aus dem Jahr 1705

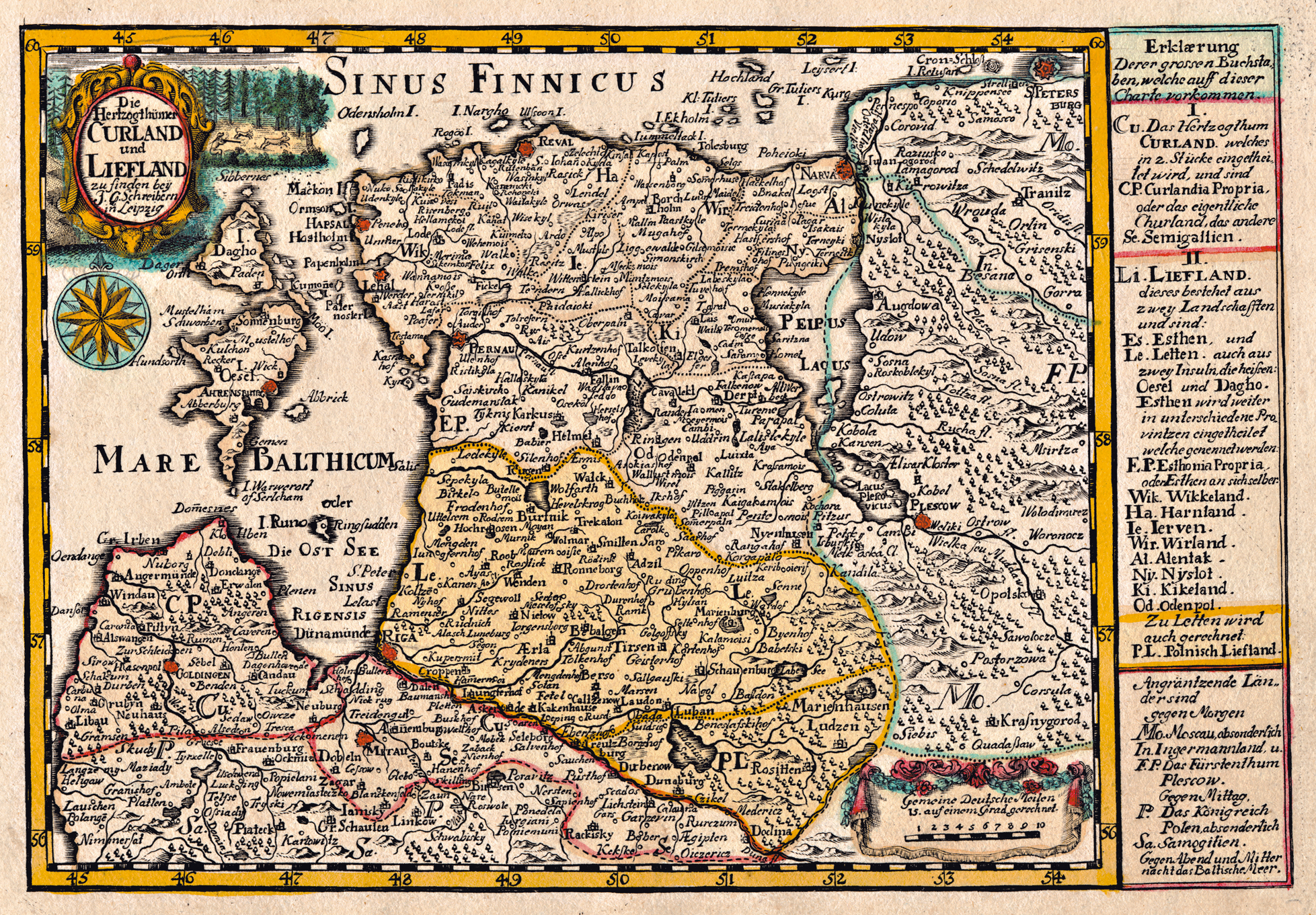
„Die Herzogthümer Curland und Liefland …“, um 1749, Kupferstich von Johann George Schreiber

Im Jahre 1721 fiel das bisherige Schwedisch-Livland im Ergebnis des Großen Nordischen Krieges mit dem Frieden von Nystad an das Russische Kaiserreich. Es bildete als Gouvernement Livland eines der Ostseegouvernements, die vom deutsch-baltischen Adel jeweils autonom verwaltet wurden. Das von 1721 bis 1919 bestehende Gouvernement Livland mit der Hauptstadt Riga (die vorher unter wechselnden Oberherrschaften eine gewisse Autonomie genossen hatte) und der Universitätsstadt Dorpat umfasste in etwa das heutige Südestland (einschließlich Dorpat) und das heutige nordöstliche Lettland bis zur Düna. Der lettische Teil dieses waldreichen Gebiets ist (unter dem einheimischen Namen Vidzeme) eine der vier historischen Landschaften Lettlands. Es schließt die Gegend um Valmiera (Wolmar), Sigulda (Segewold) und Cēsis (Wenden) sowie um den Fluss Gauja (Livländische Aa) ein.

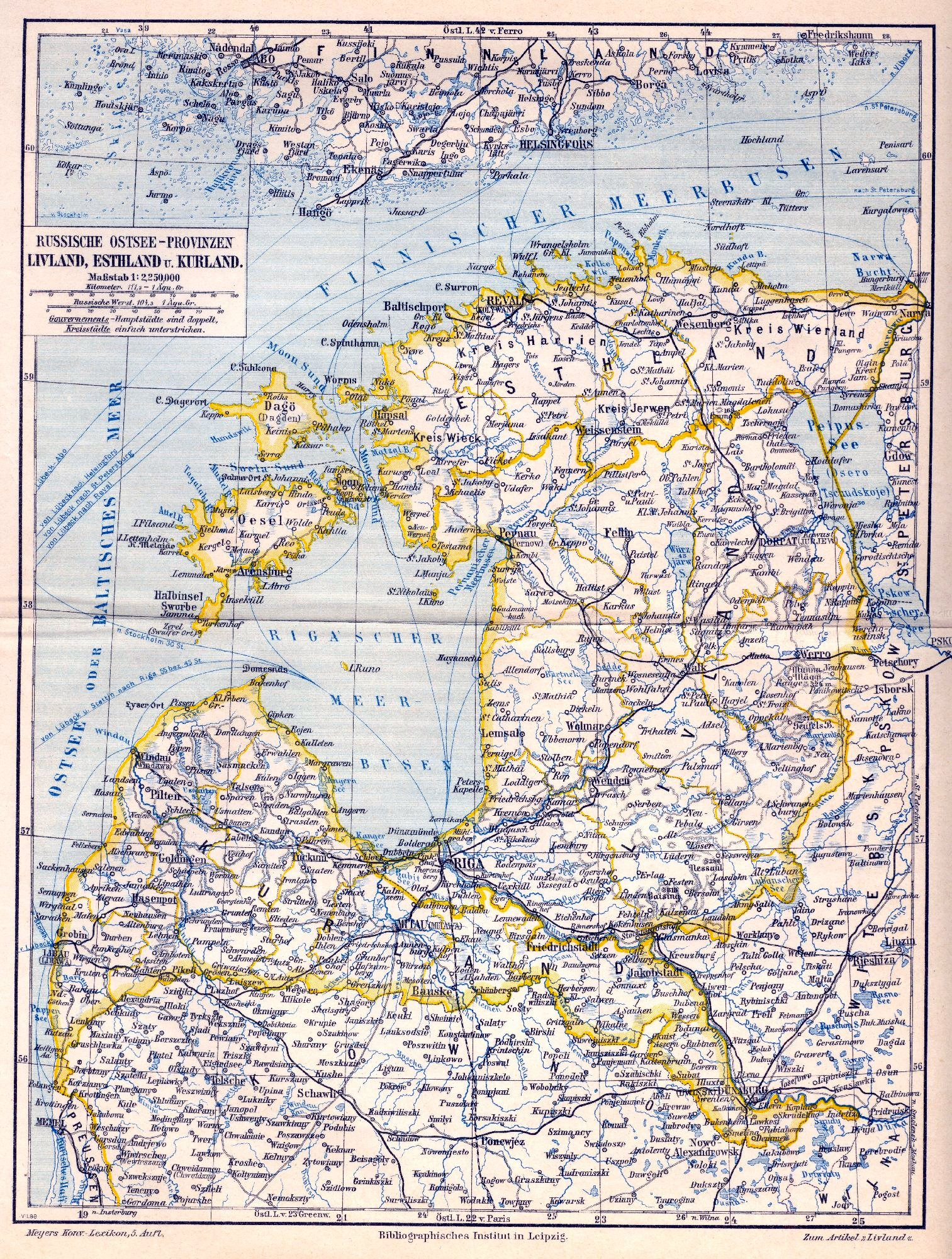
Die russischen Ostseegouvernements; in der Mitte das Gouvernement Livland (1721–1919)

Das bei Polen verbliebene Polnisch-Livland kam erst 1772 im Zuge der Ersten Polnischen Teilung zum Russischen Kaiserreich und wurde Teil des Gouvernements Witebsk. Dieses Gebiet kam 1919 an Lettland, wo es mit dem Landschaftsnamen Lettgallen (lett. Latgale) bezeichnet wurde.
Großgrundbesitz und Stadtbürgertum (und damit auch die Geistlichkeit und das Erziehungswesen) Livlands waren lange Zeit deutschsprachig dominiert.

### Nach dem Ersten Weltkrieg
Im Zuge des Erstarkens des Nationalgedankens in der estnischen und lettischen Bevölkerungsmehrheit in der zweiten Hälfte des 19. Jahrhunderts kündigte sich die Teilung des historischen Livlands in einen estnischen und einen lettischen Staat an. Im Verlauf der Oktoberrevolution erlangte Estland am 24. Februar 1918 seine Unabhängigkeit, während sich Lettland am 18. November 1918 für unabhängig erklärte und diesen Anspruch im anschließenden lettischen Unabhängigkeitskrieg durchzusetzen vermochte. In den Jahren 1939/40 wurden nahezu alle Deutschbalten als Folge des Hitler-Stalin-Pakts ins Deutsche Reich umgesiedelt.

## Mittelalterliche Städte im Gebiet der Livländischen Konföderation
Um 1561 existierten in der Konföderation folgende Städte (Jahr der Verleihung des Stadtrechts):

### Freie Stadt Riga
- Riga, lettisch: Rīga (1201) – erste und größte Stadt Livlands, Freie Hansestadt und Sitz des Erzbischofs und Landmeisters

### Ordensgebiet
- Wenden Cēsis (1224) – Sitz des Landmeisters
- Reval Tallinn (1248) – eine der drei größten Städte Livlands
- Pernau Pärnu (1265)
- Fellin Viljandi (1283)
- Weißenstein Paide (1291)
- Wesenberg Rakvere (1302)
- Wolmar Valmiera (1323)
- Narva Narva (1345)
- Goldingen Kuldīga (1347)
- Mitau Jelgava (1376)
- Windau Ventspils (1378)

### Erzbistum von Riga
- Kockenhausen Koknese (1277)
- Roop Straupe (1325)
- Lemsal Limbaži (1368)

### Fürstbistum von Dorpat
- Dorpat Tartu (1230), eine der drei größten Städte Livlands

### Fürstbistum von Oesel-Wiek
- Hapsal Haapsalu (1279)

### Fürstbistum von Kurland
- Hasenpoth Aizpute (1378)
- Pilten Piltene (1557)

## Moderne Städte

### Im heute lettischen Teil
| - Rīga (Riga) - Aizkraukle (Ascheraden) - Ainaži (Haynasch) - Aloja (Allendorf) - Ape (Hoppenhof) - Alūksne (Marienburg) - Cēsis (Wenden) - Cesvaine (Seßwegen) - Gulbene (Schwanenburg) - Koknese (Kokenhusen) - Ķegums (Keggum) - Lielvārde (Lenneward) - Līgatne (Ligat) - Limbaži (Lemsal) - Lubāna (Luban) - Madona (Madohn) | - Mazsalaca (Salisburg) - Ogre (Oger) - Pļaviņas (Stockmannshof) - Rūjiena (Rujen) - Salacgrīva (Salismünde) - Salaspils (Kirchholm) - Saulkrasti (Neubad) - Seda (Sedde) - Sigulda (Segewold) - Smiltene (Smilten) - Staicele (Staizel) - Straupe (Roop) - Strenči (Stackeln) - Valka (Walk) (estnisch: Valga) - Valmiera (Wolmar) - Vangaži (Wangasch) |

### Im heute estnischen Teil
| - Tartu (Dorpat) - Pärnu (Pernau) - Põlva, (Pölwe) zwischen Võru und Tartu gelegen | - Valga (Walk) (lettisch: Valka) - Viljandi (Fellin) - Võru (Werro) |